# Marketing mix
Il marketing mix è la combinazione (in inglese mix) di variabili controllabili (dette "leve decisionali") di marketing che le imprese impiegano per raggiungere i propri obiettivi. Il marketing mix è alla base del cosiddetto marketing operativo e, tramite la combinazione delle leve di marketing, sottende al raggiungimento di obiettivi di breve e medio termine, in linea con gli obiettivi strategici di marketing di lungo periodo (i cui obiettivi sono invece definiti dal marketing strategico). Per tale motivo il marketing operativo è definito tattico. Il marketing mix, ancora, permette all'impresa di generare valore, in particolare, verso i consumatori.

## Emergenza e crescita
Le origini delle 4 P possono essere fatte risalire alla fine degli anni '40. La prima menzione conosciuta di un mix è stata attribuita al Professore di Marketing presso l'Università di Harvard, Prof. James Culliton. Nel 1948, Culliton pubblicò un articolo dal titolo, La Gestione dei Costi di Marketing in cui Culliton descrive i marketer come 'miscelatori di ingredienti'. Alcuni anni dopo, il collega di Culliton, il Professore Neil Borden, pubblicò un articolo retrospettivo che dettagliava la storia precoce del mix di marketing in cui affermava di essere stato ispirato dall'idea di 'miscelatori' di Culliton, e si attribuiva il merito di aver reso popolare il concetto di 'mix di marketing'. Secondo quanto raccontato da Borden, utilizzò il termine 'mix di marketing' costantemente dalla fine degli anni '40. Ad esempio, si sa che ha utilizzato il termine 'mix di marketing' nel suo discorso presidenziale tenuto presso l'American Marketing Association nel 1953.
Anche se l'idea dei marketer come 'miscelatori di ingredienti' ha avuto successo, i marketer non sono riusciti a raggiungere un vero consenso su quali elementi dovessero essere inclusi nel mix fino agli anni '60. Le 4 P, nella loro forma moderna, sono state proposte per la prima volta nel 1960 da E. Jerome McCarthy; che le presentò all'interno di un approccio manageriale che copriva l'analisi, il comportamento del consumatore, la r

icerca di mercato, la segmentazione di mercato, e la pianificazione. Phillip Kotler, ha reso popolare questo approccio e ha contribuito a diffondere il modello delle 4 P. Le 4 P di McCarthy sono state ampiamente adottate sia dagli accademici che dagli operatori di marketing.
La prospettiva di estendere il mix di marketing ha iniziato a prendere piede alla prima Conferenza AMA dedicata al Marketing dei Servizi nei primi anni '80, ed è stata sviluppata su opere teoriche precedenti che indicavano molte importanti limitazioni del modello delle 4 P. Presi collettivamente, i documenti presentati a quella conferenza indicano che i marketer di servizi stavano pensando a una revisione del mix di marketing generale basata sulla comprensione che i servizi erano fondamentalmente diversi dai prodotti, e quindi richiedevano strumenti e strategie diverse. Nel 1981, Booms e Bitner proposero un modello di 7 P, comprendente le originali 4 P estese da processo, persone e prova fisica, ritenuto più applicabile al marketing dei servizi.
Da allora, sono state proposte diverse proposte per un mix di marketing dei servizi (con varie quantità di P); soprattutto le 8 P, comprendenti le 7 P sopra menzionate, estese dal 'prestazione'.

## Le 4P
Le variabili che tradizionalmente compongono il marketing mix sono le cosiddette 4P (in inglese four Ps) teorizzate da Jerome McCarthy e riprese in seguito da molti altri:
- Product: prodotto
- Price: prezzo
- Place: distribuzione
- Promotion: promozione o comunicazione (di marketing)

### Prodotto
Il prodotto (Product) è il bene o servizio che si offre (vende) in un mercato per soddisfare determinati bisogni dei consumatori.
La più importante leva decisionale di marketing che riguarda il prodotto è la politica di brand management.
Esistono tre tipi di prodotto:
- Prodotto essenziale: dà forma al vantaggio essenziale, elemento centrale;
- Prodotto tangibile: è l'insieme degli elementi attraverso i quali si soddisfano le aspettative del cliente;
- Prodotto ampliato o prodotto intangibile: è l'insieme delle installazioni, servizi post/vendita, tempi di consegna, garanzia e condizioni di pagamento.

Si fa sempre più riferimento al concetto di Sistema Prodotto composto, oltre che dal prodotto fisico-tecnico, anche dai servizi accessori, dal packaging e dal brand.

Logo del produttore Franciacorta.

Da notare inoltre che nel prodotto intangibile vi è anche il marchio del prodotto. Esso è composto generalmente da tre elementi: il logotipo, il pittogramma e il payoff. Il logotipo è la parte testuale del marchio, che rappresenta il nome dell'azienda o del prodotto stesso. Il pittogramma è quell'emblema, quel simbolo astratto o iconografico che differenzia il prodotto dalle altre. Il payoff non appare spesso. Essa è lo slogan del prodotto: la frase che riassume l'essenza del prodotto o dell'azienda. In altre parole, è l'elemento verbale che accompagna il logotipo e il pittogramma. Prendiamo come esempio Franciacorta, lo spumante di Brescia: il logotipo del marchio è il nome "Franciacorta", il pittogramma è l'emblema a sinistra del logotipo e il payoff è la frase "Unione di Passioni".

### Prezzo
Il prezzo (Price) è il corrispettivo in denaro che il consumatore è disposto a pagare per ricevere un determinato bene o servizio. Esistono varie politiche di pricing che un'impresa può attuare, in funzione degli obiettivi che l'impresa si propone: 
- la scrematura del mercato (skimming pricing)
- la penetrazione nel mercato (penetration pricing)
- la diversificazione dei prezzi (segment pricing)

Il prezzo è l'unica leva di marketing mix che, oltre a generare costi, è in grado di generare ricavi e, pertanto, risulta sempre più essenziale curarne la fissazione. Peraltro al fianco della dinamica della fissazione del prezzo (ossia della determinazione dell’ammontare di esso) il marketing mix si occupa anche delle politiche di prezzo definendo, quindi, i medesimi prezzi a seconda degli scopi per cui essi vengono posti in essere: prezzi di scrematura, prezzi di penetrazione, prezzi psicologici ecc...

### Distribuzione
La Distribuzione (Place) è l'insieme di attività necessarie a far giungere un determinato prodotto al consumatore finale, o anche a punti vendita e negozi, con i vari passaggi intermedi.
La distribuzione avviene tramite la gestione dei canali di distribuzione (detta channel management) e dei magazzini, la logistica delle merci, la copertura del mercato, risultando molto collegata alle attività di merchandising. Sia in ambito nazionale, sia in ambito internazionale, la gestione di tale leva impone la conoscenza delle varie forme aziendali in ambito commerciale e distributivo, la conoscenza dei contratti commerciali attuabili, la conoscenza della documentazione di specie ingeneratasi dalle scelte distributive, al fine di porre in essere scelte più efficienti.

### Promozione
La Promozione  (Promotion) è l'insieme di attività volte a promuovere, pubblicizzare e far conoscere al mercato un'azienda o un suo determinato prodotto o servizio. Recentemente tra gli studiosi di marketing si preferisce sostituire il termine promozione con il termine comunicazione aziendale commerciale, definita come il complesso di attività mediante le quali un'azienda si presenta al mercato, che sono:
- promozioni alle vendite
- pubblicità (advertising)
- propaganda (publicity)
- sponsorizzazione (sponsorship)
- direct marketing e database marketing
- pubbliche relazioni (public relations)
- merchandising (con grossa correlazione alla leva della distribuzione)
- vendite porta a porta (oggi limitate da diverse disposizioni di legge e sovente già studiate nell'ambito del direct marketing)

Si stanno sempre più diffondendo, infine, nuove tipologie di comunicazione di marketing quali, ad esempio:
- Il Personal Selling è l'insieme delle attività di supporto e informazione per il potenziale cliente. Possono essere intese come delle attività a valore aggiunto per l'acquirente, svolte per esempio dall'intermediario, o dal venditore stesso. Questa quinta P, propria del marketing business to business, sta prendendo piede anche nel marketing business to consumer.
- Il Posizionamento è un fattore fondamentale nella percezione del consumatore. Una volta che il consumatore si è fatto un'idea su di una marca è difficile fargli cambiare la sua rappresentazione. Ad esempio, una marca conosciuta per la fabbricazione di prodotti a basso prezzo non riuscirà ad imporsi nel mercato del lusso senza prima cambiare posizionamento.

## Le 4C
Robert F. Lauterborn nel 1993 ha proposto una classificazione diversa, tipica del marketing esperienziale, spostando il focus dalla prospettiva dell'impresa a quella del cliente, trasformando le 4P in 4C:
- Prodotto in Consumer (o Consumer models): pone l'attenzione sulla soddisfazione del cliente o sul modello di cliente da soddisfare piuttosto che sul prodotto in sé;
- Prezzo in Cost: costi sostenuti dall'acquirente, ovvero tutti quelli che il cliente deve sostenere per usufruire del nuovo prodotto piuttosto che di quello di un concorrente;
- Promozione in Communication: comunicazione, un concetto più ampio rispetto a promozione, che include le pubbliche relazioni, pubblicità virali e ogni tipo di relazione tra impresa e consumatore;
- Distribuzione in Convenience: con la nascita di Internet e di modelli ibridi di acquisto si allarga il concetto verso la facilità di acquistare il prodotto, trovarlo o avere informazioni su di esso.

## Le colonne portanti del marketing
Oltre le 4P ci sono anche le colonne portanti del marketing:
- Concentrazione e focalizzazione sul mercato
- Orientamento al cliente
- Manovre di marketing coordinate
- Profitto (si realizza) tramite la soddisfazione dei clienti.

Tramite una comunicazione mirata e adattata alle specifiche situazioni, si possono creare attività di commercio migliori con ribassi nei costi di transazione e con una riduzione della coordinazione delle parti; per esempio l'acquisto in fabbrica mette direttamente in comunicazione l'impresa con il cliente, mentre l'acquisto di generi alimentari richiede un intermediario, ad esempio un supermercato.